# 3325 TARDIS
3325 TARDIS је астероид главног астероидног појаса. Приближан пречник астероида је 29,66 ,
а средња удаљеност астероида од Сунца износи 3,181 астрономских јединица (АЈ).
Инклинација (нагиб) орбите у односу на раван еклиптике је 22,219 степени, а орбитални период износи 2073,205 дана (5,676 година). Ексцентрицитет орбите астероида износи 0,012.
Апсолутна магнитуда астероида износи 11,40 а геометријски албедо 0,055.
Астероид је откривен 3. маја 1984. године.